# Inskrypcja daiva
Inskrypcja daiva (XPh) – zapisana na kamiennych tablicach inskrypcja w trzech językach (staroperskim, babilońskim i elamickim), której kopie odnaleziono w Persepolis i Pasargadach. Napisana w hołdzie bogu Ahuramaździe wylicza ona kraje nad którymi kontrolę sprawował perski król Kserkses I (486-465 p.n.e.). Nazwa, pod którą inskrypcja ta jest obecnie znana, pochodzi od znajdującego się w niej odniesienia do „demonów” (daivas), których świątynię miał Kserkses zburzyć, by na jej gruzach wznieść świątynię Ahuramazdy.